# Гасан Муратович
Гасан Муратович (босн. Хасан Муратовић; 1940 — 14 листопада 2020, Сараєво) — боснійський політик, прем'єр-міністр країни у 1996–1997 роках, ректор Сараєвського університету (2004—2006).